# The Outsider (álbum de DJ Shadow)
The Outsider é o terceiro álbum de estúdio de DJ Shadow, lançado em 19 de Setembro de 2006 pela Universal / Island. Este álbum diverge dramaticamente dos outros álbuns do artista. Shadow que sempre introduzia elementos de hip-hop em suas produções, utiliza uma série de outros gêneros e estilos neste disco: indie rock, blues, spoken word, punk-rock e rap.

## Faixas

### Versão emCDnoReino Unido
1. "Outsider Intro"
2. "This Time (I'm Gonna Try It My Way)"
3. "3 Freaks" featuring Keak Da Sneak & Turf Talk
4. "Droop-E Drop"
5. "Turf Dancing" featuring The Federation & Animaniaks
6. "Keep Em Close" featuring Nump
7. "Seein' Thangs" featuring David Banner
8. "Broken Levee Blues"
9. "Artifact (Instrumental)"
10. "Skullfuckery" featuring The Heliocentrics
11. "Backstage Girl" featuring Phonte Coleman
12. "Triplicate / Something Happened That Day"
13. "The Tiger" featuring Sergio Pizzorno & Christopher Karloff
14. "Erase You" featuring Stateless
15. "What Have I Done" featuring Christina Carter
16. "You Made It" featuring Chris James
17. "Enuff" featuring Q-Tip & Lateef The Truth Speaker
18. "Dats My Part" featuring E-40

### Edição limitadaCD+DVD
1. "Outsider Intro"
2. "This Time (I'm Gonna Try It My Way)"
3. "3 Freaks" featuring Keak Da Sneak & Turf Talk
4. "Droop-E Drop"
5. "Turf Dancing" featuring The Federation & Animaniaks
6. "Keep Em Close" featuring Nump
7. "Seein' Thangs" featuring David Banner
8. "Broken Levee Blues"
9. "Artifact (Instrumental)"
10. "Backstage Girl" featuring Phonte Coleman
11. "Triplicate / Something Happened That Day"
12. "The Tiger" featuring Sergio Pizzorno & Christopher Karloff
13. "Erase You (Long Version)" featuring Chris James
14. "What Have I Done" featuring Christina Carter
15. "Triplicate Part 3"
16. "You Made It" featuring Chris James
17. "Enuff" featuring Q-Tip & Lateef The Truth Speaker
18. "Dats My Part" featuring E-40

DVD - Tour Visuals
1. "Seein' Thangs"
2. "The Tiger"
3. "Erase You"
4. "Triplicate"
5. "Behind The Scenes Of The Making Of The Video: "3 Freaks"

### Versão emCDnosEstados Unidos
1. "Outsider Intro"
2. "This Time (I'm Gonna Try It My Way)"
3. "3 Freaks" featuring Keak Da Sneak & Turf Talk
4. "Droop-E Drop"
5. "Turf Dancing" featuring The Federation & Animaniaks
6. "Keep Em Close" featuring Nump
7. "Seein' Thangs" featuring David Banner
8. "Broken Levee Blues"
9. "Artifact (Instrumental)"
10. "Backstage Girl" featuring Phonte Coleman
11. "Triplicate / Something Happened That Day"
12. "The Tiger" featuring Sergio Pizzorno & Christopher Karloff
13. "Erase You" featuring Chris James
14. "What Have I Done" featuring Christina Carter
15. "You Made It" featuring Chris James
16. "Enuff" featuring Q-Tip & Lateef The Truth Speaker
17. "Dats My Part" featuring E-40
18. "3 Freaks (Droop-E Remix)" featuring Mistah F.A.B., Turf Talk, Keak Da Sneak

Esta versão também inclui 2 faixas para download se comprado na Best Buy: "Erase You (Long Version)" e "Triplicate Part 3".

### Versão emCDnoJapão
1. "Outsider Intro"
2. "This Time (I'm Gonna Try It My Way)"
3. "3 Freaks" featuring Keak Da Sneak & Turf Talk
4. "Droop-E Drop"
5. "Turf Dancing" featuring The Federation & Animaniaks
6. "Keep Em Close" featuring Nump
7. "Seein Thangs" featuring David Banner
8. "Broken Levee Blues"
9. "Artifact (Instrumental)"
10. "Backstage Girl" featuring Phonte Coleman
11. "Triplicate / Something Happened That Day"
12. "The Tiger" featuring Sergio Pizzorno & Christopher Karloff
13. "Erase You" featuring Chris James
14. "What Have I Done" featuring Christina Carter
15. "You Made It" featuring Chris James
16. "Enuff" featuring Q-Tip & Lateef the Truth Speaker
17. "Dats My Part" featuring E-40
18. "Purple Grapes" featuring The Team
19. "3 Freaks - Video" featuring Keak Da Sneak & Turf Talk

Esta versão também inclui 2 faixas para download se comprado na Best Buy: "Erase You (Long Version)" e "Triplicate Part 3".